# 大田区立嶺町小学校
大田区立嶺町小学校（おおたくりつ みねまちしょうがっこう）は、東京都大田区田園調布南にある区立小学校。

## 概要
校区は、大田区田園調布南6番10号。
校名は、創立当時の所在地の名であった「嶺町」からとったものである。また、多摩川が近くを流れているため、多摩川にちなんだ学習も実施されている。
なお、同校は、学校給食で人気の揚げパンが発明された学校である。